# Proteinska domena
Proteinska domena je dio polipeptidnog lanca. Dostatno je stabilna da je u stanju da može obavljati određene fizikalne ili kemijske zadaće. Zadaće koje može obavljati su vezanje određenog supstrata ili nekog liganda.
Jednostavni proteini imaju samo jednu domenu. Osobito je to izraženo kod proteina koji koji reagiraju s jednim supstratom. Takvi proteini su npr. mioglobin, lizozim i trioza-fosfat-izomeraza. Za razliku od jednostavnih, ako proteini mogu vezati više supstrata imaju nekoliko domena. Takvi se mogu međusobno udruživati, čime nastaju funkcionalni proteini koji su izgrađeni od nekoliko polipeptidnih lanaca (podjedinica). Zovemo ih oligomerni proteini. Ako su polipeptidni lanci koje sadrže istovjetni, nazivamo ih homomerima. Uglavnom su to homodimeri. Ako nisu istovjetni, nazivamo ih heteromerima.
Proteinske domene u većini su modularne. Sličnost pokazuju u i u primarnom nizu i u trodimenzijskom obliku.
Čest je slučaj da su dijelovi primarne strukture bjelančevina organizirani u prostorno cjelovite domene, kojima strukturu određuju dijelovi gena. Kod raznih bjelančevina sličnih funkcija pojavljuju se srodne domene, zbog čega se izvodi zaključak da su i bjelančevine i geni koji određuju bjelančevinsku strukturu građeni modularno. Modularnost olakšava objašnjenje njihove evolucije.